# فاوستو إيسيدرو ميزا فلوريس
فاوستو إيسيدرو ميزا فلوريس (بالإسبانية: Fausto Isidro Meza Flores)‏ هو مهرب مخدرات مكسيكي، ولد في 19 يونيو 1982.